# Ferdinand von Bredow

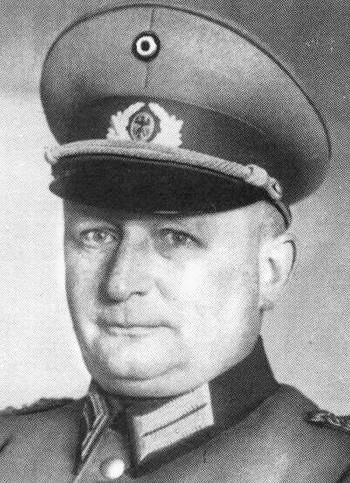
Bredow

Ferdinand von Bredow (16 de maio de 1884 - 30 de junho de 1934) foi um General alemão e antigo ministro da defesa do Terceiro Reich. Foi morto durante a Noite das facas longas junto com Kurt von Schleicher.